# Schmalenbacher Mühle
Schmalenbacher Mühle ist ein Wohnplatz des Marktes Lehrberg im Landkreis Ansbach (Mittelfranken, Bayern). Schmalenbacher Mühle liegt in der Gemarkung Lehrberg.

## Geografie
Die Einöde bestehend aus einem Wohn- und sieben Nebengebäuden liegt an der Fränkischen Rezat. Es münden dort der Weihergraben und ein namenloser Bach als rechte Zuflüsse. Der Ort ist von Acker- und Grünland umgeben, das 0,3 km nordöstlich von der Bundesstraße 13 bzw. 0,1 km südwestlich von der Bahnstrecke Treuchtlingen–Würzburg durchschnitten wird. Ein Anliegerweg führt nach Schmalenbach (0,3 km südöstlich) bzw. nach Lehrberg (1,7 km nordwestlich).

## Geschichte
Schmalenbacher Mühle lag im Fraischbezirk des brandenburg-ansbachischen Hofkastenamtes Ansbach. Im Salbuch des Fürstentums Ansbach von 1684 wurde die Mühle erwähnt. Sie hatte zu der Zeit zwei Mahlgänge und einen Gerbgang. Außerdem wurde ein Sägewerk betrieben. Das Hofkastenamt war auch Grundherr der Mühle. Unter der preußischen Verwaltung (1792–1806) des Fürstentums Ansbach erhielt das Anwesen bei der Vergabe der Hausnummern die Nr. 1 des Ortes Schmalenbach. Sie wurde zu der Zeit „Schwalbenmühle“ genannt. Von 1797 bis 1808 unterstand der Ort dem Justiz- und Kammeramt Ansbach.
Im Rahmen des Gemeindeedikts wurde Schmalenbacher Mühle dem 1809 gebildeten Steuerdistrikt Schalkhausen zugeordnet. Mit der Neubildung des Steuerdistrikts Neuses bei Ansbach am 23. Juni 1810 erfolgte der Wechsel dorthin. Sie gehörte auch der 1811 gegründeten Ruralgemeinde Neuses bei Ansbach an. Im Zuge des Zweiten Gemeindeedikts (1818) wurde Schmalenbacher Mühle nach Lehrberg umgemeindet. Am 16. August 1840 wurde die Bildung der Ruralgemeinde Zailach genehmigt und die Schmalenbacher Mühle dorthin überwiesen.
Im 19. Jahrhundert gehörten zum Anwesen zahlreiche Parzellen Acker- und Wiesenflächen, die verstreut rund um der Schmalenbacher Mühle lagen. In den amtlichen Verzeichnissen nach 1888 wird die Schmalenbacher Mühle nicht mehr aufgelistet.
Im Zuge der Gebietsreform in Bayern wurde die Schmalenbacher Mühle am 1. Januar 1972 nach Lehrberg eingemeindet.

### Baudenkmal
- ehemalige Mühle, 1688, Fachwerkobergeschoss, frühes 19. Jahrhundert[9]

### Einwohnerentwicklung
| Jahr      | 001818 | 001836 | 001840 | 001861 | 001871 | 001885 |
| Einwohner | 10     | 5      | 16     | *      | 6      | 7      |
| Häuser    | 1      | 1      | 1      |        |        | 1      |
| Quelle    | [ 11 ] | [ 12 ] | [ 13 ] | [ 14 ] | [ 15 ] | [ 16 ] |

## Religion
Der Ort ist seit der Reformation evangelisch-lutherisch geprägt und bis heute nach St. Margaretha (Lehrberg) gepfarrt. Die Einwohner römisch-katholischer Konfession waren zunächst nach St. Ludwig (Ansbach) gepfarrt, seit 1970 ist die Pfarrei Christ König (Ansbach) zuständig.